# Pedro Vásquez Rendón
Pedro Vásquez Rendón (Yarumal, Antioquia, 1928-Córdoba, 5 de agosto de 1968) fue un político y guerrillero colombiano.

## Biografía
Se vinculó a la lucha sindical en Antioquia e ingresó al Partido Comunista de Colombia,y fue parte del Comité Central. Fue enviado por el PCC como comisario político al área de El Pato, (Huila) durante el periodo de 1949 a 1953, para orientar a las autodefensas campesinas de la zona.
Posteriormente, encabezó dentro del PCC el sector alineado con el Partido Comunista de China y con el Pensamiento Mao Tse Tung. Por esta razón fue expulsado del mismo junto con Francisco Garnica (dirigente juvenil en el Valle del Cauca) en 1963. Después del XX congreso del Partido Comunista de la Unión Soviética PCUS, llamado de desestalinización, donde se deja de lado el legado de Stalin, las diferencias entre el PCUS y el Partido Comunista Chino PCCh se agudizan. A nivel internacional esta pugna se manifiesta en lucha entre prosoviéticos y pro chinos, los primeros seguidores de la tesis de la transición pacífica al socialismo y los segundos de la toma del poder por medio de la lucha armada. El PCUS  traza la orientación de aislar a los miembros pro chinos y a su vez el PCCh llama a formar nuevos partidos comunista marxistas leninistas, en medio de este torbellino ocurre la expulsión de Vásquez.
Vásquez  es recordado por el calificativo de "mamertos" a los miembros del Partido Comunista Colombiano, el contexto del término corresponde a una manera despectiva de señalar a los que se quedaban con la combinación de todas las formas de lucha, principalmente la electoral, en vez de realizar la lucha armada como forma principal. Hoy el término mamerto se aplica sin distinción a toda persona de izquierda. También es famosa su frase de que: “ el Partido Comunista de Colombia es una vaca muerta atravesada en el camino de la revolución colombiana”

### Partido Comunista de Colombia - Marxista Leninista y militancia en el EPL
Fue impulsor de la unidad de las corrientes pro-chinas en Colombia, y en 1965 participó del Congreso (fundacional) del Partido Comunista de Colombia – Marxista Leninista, en el que fue elegido secretario general del nuevo partido.
Se trasladó a la zona de los llanos del San Jorge, en donde el Ejército Popular de Liberación, dirigido por el PCC-ML, comenzó su implantación. Fue dado de baja al intentar refugiarse en una casa de conocidos de su compañera, quienes lo entregaron al Ejército Nacional y cayó el 5 de agosto de 1968.
En su memoria, numerosos organismos políticos del PCC-ML, el EPL y de organizaciones maoístas llevan su nombre. Escribió un libro  los fundamentos del revisionismo.